# درباره طبیعت (اپیکور)
دربارهٔ طبیعت (به انگلیسی: On Nature؛ به یونانی باستان: Περὶ φυσεός) نام رساله‌ای فلسفی در ۳۷ کتاب است، مشتمل بر سخنرانی‌های اپیکور، که می‌توان اثر اصلی او دانست؛ اما بخش زیادی از آن از بین رفته‌است. برخی از گزیده‌هایی که از طومارهای پاپیروسی سوخته در خانه «پاپیروس هرکولانیوم» یافت شده‌اند، باقی مانده‌است. بیش‌تر پاپیروس‌های باقی‌مانده در کتابخانه ملی ناپل نگهداری می‌شود. بخش‌های مهم کتاب دوم در موزه بریتانیا نگهداری می‌شود.

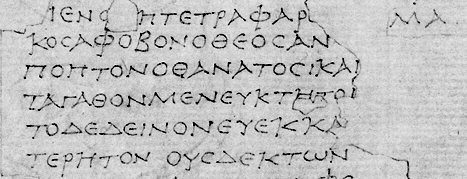
بخشی از پاپیروس هرکولانیوم ۱۰۰۵، سر. ۵.

از آن‌جایی که بیشتر ۳۷ کتاب «دربارهٔ طبیعت» گم شده‌است، آنچه باقی مانده‌است، آموزه‌های اصلی و نامه‌های اپیکور به هرودوت، منوکئوس و فیتوکلس در مورد اپیکوریسم هستند. همین‌طور، شعر لوکرتیوس با نام «در طبیعت اشیا» احتمالاً در ادامه کار اپیکور است.